# La Tour rouge (De Chirico)
Pour les articles homonymes, voir La Tour rouge.
La Tour rouge est un tableau réalisé par le peintre italien Giorgio De Chirico en 1913. Partie de sa série appelée Places d'Italie, cette huile sur toile métaphysique est un paysage urbain qui représente une tour cylindrique rouge dominant une place où se projette l'ombre d'une statue équestre. Cette dernière ayant été rapprochée de celle de Charles-Albert à Turin, la peinture peut être comprise comme un hommage à Friedrich Nietzsche, dont la récente lecture a bouleversé l'artiste : le philosophe allemand a vécu et perdu la raison dans la rue à son nom débouchant sur le monument au roi de Sardaigne, la via Carlo Alberto. L'œuvre est conservée au sein de la collection Peggy-Guggenheim, à Venise.